# Romulus (Märtyrer)
Romulus († 112) war der Überlieferung nach ein römischer Hofbeamter und christlicher Märtyrer.
Dem Bericht des Simeon Metaphrastes zufolge war Romulus ein Hofbeamter (praefectus aulae) des Kaisers Trajan. Romulus habe den Kaiser überzeugen wollen, dass es unsinnig sei, die christlichen Soldaten, die in der Armee vor allem im Osten immer zahlreicher wurden, allein wegen ihres Glaubens zu verfolgen, da der Verlust solcher tapferer und treuer Krieger auch die Verteidigungskraft des Reiches schwächen würde. Über diese Rede soll Trajan derart erzürnt gewesen sein, dass er Romulus auspeitschen und enthaupten ließ.
Romulus wird als Heiliger verehrt. Sein Gedenktag ist der 5. September.